# Mallorca Open 2011
De 7de editie van het Mallorca Open heet in 2011 het Iberdrola Open. Het wordt van 12-15 mei gespeeld op de Pula Golf Club in Son Servera, dat ongeveer 7-km ligt van de hoofdstad Palma. De baan is ontworpen door Olazábal, die hier in 2005 zijn laatste overwinning behaalde.
Titelhouder is Peter Hanson, die Alejandro Cañizares in de play-off op de eerste hole versloeg. Het prijzengeld is ten opzichte van 2010 met 25% gestegen naar € 1.000.000.
Severiano Ballesteros, die de woensdag voor het toernooi, 11 mei in zijn woonplaats Pedreña begraven werd, won drie keer op Mallorca. Woensdagavond werd een herdenkingsdienst gehouden in de kapel op Pula Golf Club.

De vlaggen op de greens zijn deze week voorzien van een zwarte rouwband.

## Verslag
De par van de baan is 70.

#### Ronde 1
Grégory Bourdy en Danny Willett en speelden samen in de ochtendronde. Bourdy vestigde met -7 een nieuw baanrecord, Willett maakte een mooie ronde van -6. Ook na de middagronde stonden ze nog op de 1ste en 2de plaats. Darren Clarke maakte net als Bourdy en Willett zeven birdies, hij scoorde -5 en kwam op de 3de plaats.

#### Ronde 2
Bij de 21-jarige rookie Matthew Nixon stond na de ochtendronde 65-70 achter zijn naam. Daarmee kwam hij op de 2de plaats toen Clarke en Willett beiden na drie holes al enkele slagen verloren hadden. Thomas Levet maakte 65 en steeg naar de top-10.
Bourdy maakte een ronde van 77 en staat nu op 140 (par). Chris Wood, Rookie of the Year in 2009, maakte net als Thomas Levet een ronde van 65 maar hij ging daarmee aan de leiding. De cut stond op +4. De 20-jarige amateur Adrian Otaegui heeft zich daarmee voor het weekend gekwalificeerd.

#### Ronde 3
Shane Lowry heeft het baanrecord geëvenaard en klom naar de 2de plaats, geen van de 38 spelers die later binnenkwamen haalde hem nog in. Bourdy maakte 67, Tim Sluiter 75. Rookie Nixon speelde in de laatste partij met Chris Wood, die misschien zijn eerste overwinning op de Tour dichterbij ziet komen.

#### Ronde 4
Chris Wood heeft zijn eerste plaats moeten afstaan aan Darren Clarke die als een van de drie spelers de laatste ronde onder par speelde. Het was zijn 454ste toernooi op de Europese Tour en zijn 13de overwinning. Z=Sinds zijn laatste overwinning (KLM Open 2008) had hij 66 toernooien gespeeld. Hij staat nu weer in de top-100 van de Official World Golf Ranking. Hij kreeg speelrecht op de Tour tot eind 2012.
De enige amateur eindigde met +2 op de 14de plaats.
- Live leaderboard

| Naam                | Score R1 | Score R1 | Nr  | Score R2 | Score R2 | Totaal | Nr  | Score R3 | Score R3 | Totaal | Nr 1 | Score R4 1 | Score R4 1 | Totaal | Nr  |
| ------------------- | -------- | -------- | --- | -------- | -------- | ------ | --- | -------- | -------- | ------ | ---- | ---------- | ---------- | ------ | --- |
| Darren Clarke       | 65       | -5       | T3  | 70       | par      | -5     | T2  | 70       | par      | -5     | T2   | 69         | -1         | -6     | 1   |
| Chris Wood          | 67       | -3       | T   | 65       | -5       | -8     | 1   | 69       | -1       | -9     | 1    | 76         | +6         | -3     | T2  |
| Shane Lowry         | 72       | +2       | T60 | 70       | par      | +2     | T23 | 63       | -7       | -5     | T2   | 74         | +4         | -1     | T5  |
| José María Olazabal | 71       | +1       | T44 | 69       | -1       | par    | T20 | 66       | -4       | -4     | 4    | 73         | +3         | -1     | T5  |
| Grégory Bourdy      | 63       | -7       | 1   | 77       | +7       | par    | T20 | 67       | -3       | -3     | T5   | 73         | +3         | par    | T9  |
| Thomas Levet        | 71       | +1       | T44 | 65       | -5       | -4     | T4  | 74       | +4       | par    | T16  | 73         | +3         | +3     | T17 |
| Danny Willett       | 64       | -6       | 2   | 73       | +3       | -3     | T6  | 73       | +3       | par    | T16  | 73         | +3         | +3     | T17 |
| Matthew Nixon       | 65       | -5       | T3  | 70       | par      | -5     | T2  | 76       | +6       | +1     | T22  | 77         | +7         | +8     | T39 |
| Tim Sluiter         | 72       | +2       | T60 | 69       | -1       | +1     | T26 | 75       | +5       | +6     | T58  | 75         | +5         | +11    | T50 |

| Leider |  | Toernooirecord |

## De spelers
| - Thomas Aiken - Jesus Maria Arruti - Seve Benson - Liam Bond - Grégory Bourdy - Markus Brier - Paul Broadhurst - Daniel Brooks - Mark Brown - Ariel Cañete - Alejandro Cañizares - Jorge Campillo - Emanuele Canonica - Magnus A. Carlsson - Clodomiro Carranza - Christian Cévaër - Darren Clarke - George Coetzee - Robert Coles - Rhys Davies - Stuart Davis - Carlos Del Moral - François Delamontagne - Robert Dinwiddie - David Dixon - Chris Doak - Jack Doherty - Nick Dougherty - Bradley Dredge - David Drysdale - Victor Dubuisson - Paul Dwyer - Rafa Echenique - Pelle Edberg - Jamie Elson - Joaquin Estevez - Borja Etchart - Ben Evans | - Niclas Fasth - Kenneth Ferrie - Alastair Forsyth - Mark Foster - Florian Fritsch - Lorenzo Gagli - Sebi García - Alfredo García Heredia - Ignacio Garrido - Daniel Gaunt - Julien Guerrier - Peter Gustafsson - Mark F Haastrup - Joakim Haeggman - Matt Haines - Andreas Hartø - Scott Hend - Fredrik Henge - Oskar Henningsson - Sam Hutsby - Mikko Ilonen - Scott Jamieson - Eirik Tage Johansen - Per-Ulrik Johansson - Roope Kakko - Alexandre Kaleka - Simon Khan - Jason Knutzon - Mikko Korhonen - Rick Kulacz - Joakim Lagergren - Barry Lane - José Manuel Lara - Pablo Larrazábal - Jan-Are Larsen - Paul Lawrie - Thomas Levet - Steve Lewton | - Sam Little - Shane Lowry - David Lynn - Stuart Manley - Andrew Marshall - Paul McGinley - Ross McGowan - Damien McGrane - Cesar Monasterio - Colin Montgomerie - Colin Moriarty - George Murray - Matthew Nixon - Thomas Norret - Shaun Norris - Steven O'Hara - Fredrik Ohlsson - José María Olazabal - Pedro Oriol - Wade Ormsby - Hennie Otto - Phillip Price - Manuel Quiros - Marco Ruiz - Elliot Saltman - Lloyd Saltman - Jarmo Sandelin - Marcel Siem - Joel Sjöholm - Lee Slattery - Tim Sluiter - Matthew Southgate - Graeme Storm - Andrew Tampion - Simon Thornton - Steven Tiley - Miles Tunnicliff - Francis Valera | - Jaco Van Zyl - Daniel Vancsik - Alvaro Velasco - Simon Wakefield - Marc Warren - Romain Wattel - Steve Webster - Martin Wiegele - Peter Whiteford - Bernd Wiesberger - Danny Willett - Chris Wood - Julio Zapata - Matthew Zions Regionale Rangorde - Juan Antonio Bragulat - Gabriel Cañizares - Luis Claverie - Moises Cobo - Javi Colomo - Carl Suneson - Alvaro Salto - Santiago Luna Sponsoruitnodiging - Carlos Garrido Gutierrez - Jordi García Pinto - Sebastian García Rodriguez - Inigo Uyquizu - Jesus Legarrea - Younes El Hassani - Sven Strüver - Gary Murphy Amateurs - Fabio Valluzi - Adrian Otaegui |